# 馬利奇齊
49°51′19″N 23°46′40″E / 49.85528°N 23.77778°E
馬利奇齊（烏克蘭語：Мальчиці），是烏克蘭的村落，位於該國西部利沃夫州，由亞沃里夫區負責管轄，始建於1241年，面積1.54平方公里，海拔高度281米，2001年人口1,098，人口密度每平方公里712.99人。